# Копьяпо (река)
Копьяпо (исп. Río Copiapó) — река на севере Чили в области Атакама. Длина реки — 292 км.
Высота истока — 1230 м над уровнем моря. Река образуется при слиянии рек Хоркера и Рио-Пулидо, течёт на северо-восток, а возле города Копьяпо поворачивает на запад и впадает в Тихий океан.
В верхнем течении реки установлена плотина и создано водохранилище Лаутаро. На берегах реки расположены города Копьяпо и Тьерра-Амарилья.

## Притоки

Бассейн реки Копьяпо

- Хоркера
- Пулидо
- Мамфлас
- Пайпоте